# Xingsha (häradshuvudort i Kina, Hunan Sheng, lat 28,24, long 113,09)
Xingsha (kinesiska: 星沙, 长沙县) är en häradshuvudort i Kina. Den ligger i provinsen Hunan, i den södra delen av landet, omkring 12 kilometer nordost om provinshuvudstaden Changsha. Antalet invånare är 979 472. Befolkningen består av 465 038 kvinnor och 514 434 män. Barn under 15 år utgör 12,0 %, vuxna 15-64 år 78 %, och äldre över 65 år 8,0 %.
Runt Xingsha är det tätbefolkat, med 383 invånare per kvadratkilometer. Närmaste större samhälle är Changsha, 12,3 km väster om Xingsha. Trakten runt Xingsha består till största delen av jordbruksmark.
Genomsnittlig årsnederbörd är 1 884 millimeter. Den regnigaste månaden är maj, med i genomsnitt 338 mm nederbörd, och den torraste är oktober, med 45 mm nederbörd.